# Babamasszázs
A babamasszázs technikájának létrehozása Vimala Schneider McClure-nek köszönhető, aki 1978 végén bemutatta első könyvét Csecsemőmasszázs: Kézikönyv szerető szülők számára címmel. McClure részletesen kidolgozta a babamasszázs fogásait, amely az International Association of Infant Massage (IAIM – Nemzetközi Csecsemőmasszázs Egyesület) alaptantervévé vált.

## Babamasszázs a világban és hazánkban
Manapság a babamasszázst a világ 96 országában oktatják. Ez azt jelenti, hogy több mint ezer okleveles csecsemőmasszázs-oktató és hatvan nemzetközi tréner dolgozik azon, hogy a gyermek-szülő kapcsolatok kialakításában is segítséget nyújtó babamasszázs tanfolyam a legtöbb családhoz eljusson. Magyarországon az IAIM tagszervezeteként a Magyar Gyermekmasszázs Egyesület (MAGYE) foglalkozik az oktatók képzésével, fejlesztésével. Az egyesület 2004-ben alakult, de már 1998-tól az IAIM tagországaként működött.

## A babamasszázs jótékony hatásai
A babamasszázs hatását a masszírozott gyermek és a nevelésében részt vevő masszázst végző esetében is vizsgálni lehet. Tévhit, hogy a babamasszázs kizárólag a masszírozott csecsemő esetében fejti ki jótékony hatását. Az újszülött kortól (várandós korban megtanult masszázs esetén) végzett masszázsfogások a gyermek valamennyi szervrendszerére pozitív hatást fejtenek ki.
Ilyen például:
- az emésztőrendszer esetében megszüntethető, illetve megelőzhető a kólika (csecsemő-hasfájás),
- a masszázs erősíti a gyermek immunrendszerét,
- nyugodtabb, pihentetőbb alvást eredményezhet,
- az egészséges mozgásfejlődés biztosítása.[3]

A babamasszázs technikájával harmonikusabb családi élet alakulhat ki, amivel csökkenthető a családon belüli erőszak kialakulásának esélye. A bőr-bőr érintkezés nem utolsó sorban megemeli a boldogság hormonszintjét a szervezetben, ami tovább erősíti a kötődés kialakulásának pozitív hangulatát.

## Élettani mechanizmusok
A babamasszázs hasonló mechanizmusokat indít be a baba és a masszázst végző szülő szervezetében, mint a szoptatás. Növeli a boldogsághormon termelődését, ezáltal minimálisra redukálja a stresszhormonok szintjét. Biztosítja az intim közelséget és a bőr-bőr kontaktust, akárcsak az anyatejes táplálás. A testi kontaktus minden szempontból segíti a kötődés kialakulását. Az irodalmi forrásokban és az oktatók anyagaiban is szeretetteljes érintésként aposztrofálják az effajta bőr-bőr tapintást.

## Tanfolyamok
Magyarországon szülő, nagyszülő vagy az újszülött nevelésében aktívan résztvevő az IAIM alaptanterve szerint a MAGYE által szervezett tanfolyamon részt vett és sikeres vizsgát tett okleveles csecsemőmasszázs-oktatótól tanulhatja meg a babamasszázs fogásait. A tanfolyam négy alkalomból áll. Az interneten elérhető oktatók lehetőségeihez, valamint a tanfolyamon részt vevők igényei szerint lehet egyéni vagy csoportos. A tanfolyamokon általában oktatóbaba is rendelkezésre áll a várandós kismamák elősegítése érdekében.